# Tampereen stadion
Il Tampereen stadion, conosciuto comunemente con il nome di Ratinan stadion, è lo stadio comunale di Tampere.
Ospita le partite casalinge del Tampere United. Talvolta ospita anche partite della Nazionale di calcio finlandese e concerti. La sua capienza è di 32000 persone.
Nel 2013 l'impianto ha ospitato la nona edizione dei Campionati europei under 23 di atletica leggera e la diciassettesima edizione dei Campionati europei under 20 di atletica leggera.
Il 14 settembre 2019 ha ospitato il XL Vaahteramalja, finale del campionato nazionale di football americano.

## Football americano
| Tampere 14 settembre 2019, ore 16:00 | Helsinki Roosters | 50 – 6 | Kuopio Steelers | Tampereen stadion |

## Concerti
- Toto - 18 agosto 2007[1]
- Iron Maiden - 19 luglio 2008[2]
- Bruce Springsteen - 2 giugno 2009
- Bryan Adams - 26 maggio 2010
- AC/DC - 1º giugno 2010
- Red Hot Chili Peppers - 1º agosto 2012